# Pakisztáni labdarúgó-szövetség
Pakisztáni labdarúgó-szövetség (angolul: Pakistan Football Federation (PFF)). Székhelye Lahor.

## Történelme
1947. december 5-én alapították. A Nemzetközi Labdarúgó-szövetségnek (FIFA) 1948-tól, az Ázsiai Labdarúgó-szövetségnek 1954-től tagja.
Fő feladata a nemzetközi kapcsolatokon kívül, a  Pakisztáni labdarúgó-válogatott férfi és női ágának, a korosztályos válogatottak illetve a nemzeti bajnokság szervezése, irányítása. A működést biztosító bizottságai közül a Játékvezető Bizottság felelős a játékvezetők utánpótlásáért, elméleti (teszt) és cooper (fizikai) képzéséért.